# Ariònids
Els ariònids (Arionidae) són una família de mol·luscs gasteròpodes pulmonats terrestres de l'ordre dels Stylommatophora. Diversos grups de gasteròpodes han sofert de manera independent una reducció o pèrdua de la conquilla, i els que així ho han fet en ambients terrestres reben el nom genèric de llimacs, encara que inclouen diferents famílies. Els llimacs més grans i els més coneguts de la fauna europea són els del gènere Arion, de la família dels ariònids (Arionidae).
Les seves espècies es distribueixen pel Paleàrtic, encara que es presenten com a invasores en la resta del món. Als Estats Units es consideren com una de les plagues més greus dels conreus.

## Gèneres
Es reconeixen els següents:
- Arion Férussac, 1819
- Ariunculus Lessona, 1881
- Carinacauda Leonard, Chichester, Richart & Young, 2011
- Geomalacus Allman, 1843
- Kootenaia Leonard, Chichester, Baugh & Wilke, 2003
- Letourneuxia Bourguignat, 1866
- Nipponarion Yamaguchi & Habe, 1955
- Securicauda Leonard, Chichester, Richart & Young, 2011
- Staala Ovaska, Chichester & Sopuck, 2010